# Щелкунчик и четыре королевства
«Щелку́нчик и четы́ре короле́вства» (англ. The Nutcracker and the Four Realms) — фильм в жанре фэнтези режиссёров Лассе Халльстрёма и Джо Джонстона, основанный на сказке Э. Т. А. Гофмана «Щелкунчик и Мышиный король» (1816) и балете Петра Чайковского «Щелкунчик» (1892). В главных ролях: Маккензи Фой, Кира Найтли, Хелен Миррен и Морган Фримен.
Премьера прошла 29 октября 2018 года в Лос-Анджелесе, в кинотеатрах США фильм вышел 2 ноября. Премьера в России состоялась 8 декабря 2018 года.

## Сюжет
Для детей семьи Штальбаум это первое Рождество без матери, и юная Клара не намерена мириться с тем, что её отец Бенджамин Штальбаум пытается вести себя так, будто ничего не произошло. Клара умна не по годам и предпочитает танцам и нарядам возню с шестерёнками, в этом она схожа со своей матерью. Покойная Мари Штальбаум оставила младшей дочери необычный подарок — металлическое яйцо с замком-секретом и записку: «Всё, что тебе нужно — внутри». За разгадкой Клара отправилась к своему крёстному Дроссельмейеру, который должен помочь ей найти нужный ключ. Но, оказалось, не всё так просто.
Подарок Дроссельмейера открыл юной Штальбаум дверь в волшебный мир Четырёх Королевств — Королевств Сластей, Снежинок, Цветов и Развлечений, — где Мари была королевой, а сама Клара является принцессой. Трое из регентств живут в мире и согласии, кроме Четвёртого Королевства, откуда пошли все беды. Его регент, Матушка Имбирь, вместе с Мышиным Королём хочет захватить власть. Единственное, что может помочь волшебному миру — ключ, запускающий специальный механизм, разработанный Мари Штальбаум и способный оживлять игрушки. Но ключ был похищен злобными мышами и теперь он в руках Матушки Имбирь, а самой Кларе, как принцессе, предстоит спасти Королевства с помощью «Щелкунчика» — капитана Филиппа Гофмана.
Совершив марш-бросок в Королевство Развлечений и забрав у Матушки Имбирь ключ, Клара попадает в западню регента Королевства Сладостей Сахарной Сливы (она же Фея Драже) — как оказалось, именно она хотела поработить все остальные королевства с помощью механизма королевы Мари. Сбежав из тюрьмы, Клара наконец понимает слова из записки матери, и, объединив силы с Матушкой Имбирь и Мышиным Королём, они сражаются с армией Сахарной Сливы и, благодаря находчивости Клары, превращают саму фею в фарфоровую статуэтку. Клара становится Королевой Четырёх Королевств, Капитан Гофман становится Капитаном Королевской Стражи, и заводит дружбу с Мышериком, истинным Мышиным Королём.
Клара возвращается домой, мирится с отцом, и они танцуют под музыку из музыкальной шкатулки-яйца, последнего подарка Мари Штальбаум.

## В ролях
В фильме задействовано свыше 100 актёров, не считая актёров массовки; среди них свыше 30 артистов балета.
| Актёр                                   | Роль                                                                |
| --------------------------------------- | ------------------------------------------------------------------- |
| Маккензи Фой                            | Клара Штальбаум (Clara)                                             |
| Том Суит                                | младший брат Клары Фриц Штальбаум (Fritz)                           |
| Мира Сайал (англ. Meera Syal)           | кухарка (Cook)                                                      |
| Элли Бамбер                             | старшая сестра Клары Луиза Штальбаум (Louise)                       |
| Мэттью Макфэдьен                        | отец Клары Бенджамин Штальбаум (Mr. Stahlbaum)                      |
| Ник Мохаммед                            | низкий дворецкий (Short Butler)                                     |
| Чарльз Стритер                          | высокий дворецкий (Tall Butler)                                     |
| Морган Фримен                           | крёстный Клары Дроссельмейер (Drosselmeyer)                         |
| Джейден Фовора-Найт                     | капитан Филипп Гофман, Щелкунчик (Phillip)                          |
| Принс                                   | конь Джинглс (Jingles the Horse)                                    |
| Хелен Миррен                            | правительница Четвёртого королевства матушка Имбирь (Mother Ginger) |
| Омид Джалили                            | кавалер (Cavalier)                                                  |
| Джек Уайтхолл                           | житель Четвёртого королевства Арлекин (Harlequin)                   |
| Эухенио Дербес                          | король Страны Цветов Боярышник (Hawthorne)                          |
| Ричард Э. Грант                         | король Страны Снежинок Озноб (Shiver)                               |
| Кира Найтли                             | королева Страны Сладостей Сахарная Слива (Sugar Plum)               |
| Густаво Дудамель                        | дирижёр (Conductor)                                                 |
| Мисти Коупленд                          | принцесса-балерина (Ballerina Princess)                             |
| Макс Уэствелл                           | кавалер Цветов (Flower Cavalier)                                    |
| Аарон Смит                              | кавалер Снежинок (Snow Cavalier)                                    |
| Сергей Полунин                          | кавалер Сладостей (Sweets Cavalier)                                 |
| Анна Мэйдли (англ. Anna Madeley)        | мать Клары, королева Мари Штальбаум (Marie Stahlbaum)               |
| Ловри Шоне (англ. Lowri Shone)          | балерина (Dancer)                                                   |
| Чарльз «Лил Бак» Райли (англ. Lil Buck) | Мышиный Король (The Mouse King (uncredited))                        |
| Миранда Харт                            | фея Росинки (Dew Drop Fairy (uncredited))                           |

## Критика
Фильм получил низкие оценки кинокритиков. На сайте Rotten Tomatoes у него 32 % положительных рецензий на основе 194 отзывов со средней оценкой 5,1 из 10. На сайте Metacritic — 39 баллов из 100 на основе 38 рецензий. 20 декабря 2018 года эксперты журнала The Hollywood Reporter поставили «Щелкунчик и четыре королевства» на шестое место в списке худших фильмов 2018 года.